# Base militaire souveraine

Carte de Chypre avec les bases militaires souveraines d'Akrotiri et Dhekelia.

Une base militaire souveraine, en anglais Sovereign Base Area, est une base militaire des forces armées britanniques placée sous la souveraineté du Royaume-Uni bien que située sur le territoire d'un pays tiers ; c'est un statut proche de l'extraterritorialité d'une ambassade.

## Histoire

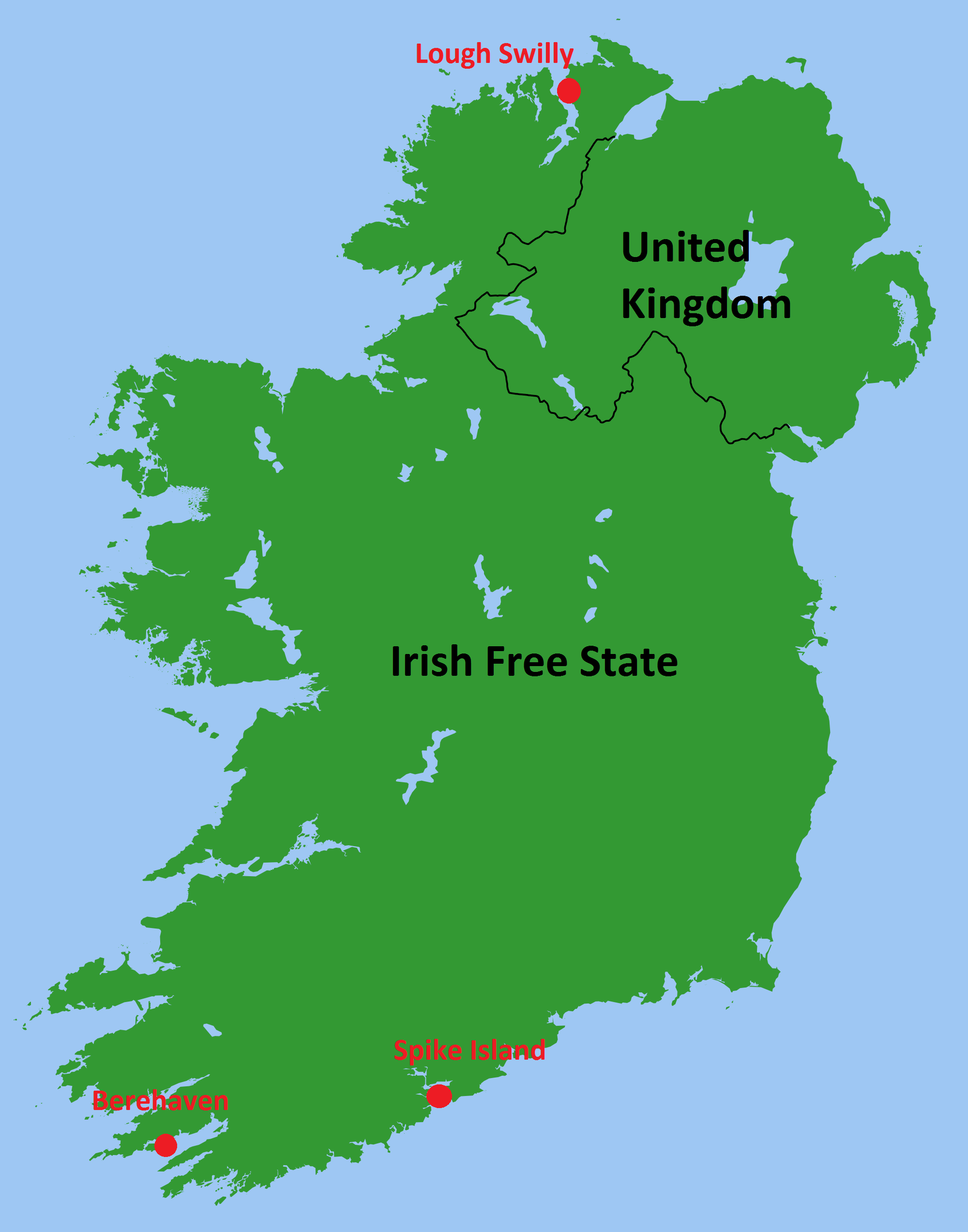
Les trois bases militaires souveraines de l'État libre d'Irlande entre 1922 et 1938.

Les premières bases militaires souveraines voient le jour avec la création de l'État libre d'Irlande et l'entrée en vigueur du Treaty Ports. Castletownbere, Lough Swilly et Queenstown sont les trois bases en activité jusqu'en 1938, date de la création de la république d'Irlande.
De 1938 à l'établissement des bases d'Akrotiri et Dhekelia à Chypre en 1959, il n'existait pas de base militaire souveraine.
Actuellement, les seules bases militaires souveraines britanniques sont celles d'Akrotiri et Dhekelia situées sur l'île de Chypre dont le statut a été fixé par les accords de Londres du 19 février 1959 entre le Royaume-Uni, la Grèce et la Turquie, signés au moment de l’accession à l’indépendance de l’État chypriote.